# NGC 5576
NGC 5576 ist eine Elliptische Galaxie vom Hubble-Typ E3 im Sternbild Jungfrau. Sie ist schätzungsweise 67 Millionen Lichtjahre von der Milchstraße entfernt und hat einen Durchmesser von etwa 80.000 Lj. Die Galaxie bildet zusammen mit NGC 5574 ein optisches Paar.
Im selben Himmelsareal befinden sich u. a. die Galaxien NGC 5560, NGC 5566, NGC 5569, NGC 5577.
Das Objekt wurde am 30. April 1786 von Wilhelm Herschel mit einem 18,7-Zoll-Spiegelteleskop entdeckt, der sie dabei mit „Two; the preceding [NGC 5574] pB, pL, E, distance 3′ or 4′ sp-nf. The following [NGC 5576] cB, R, pL“ beschrieb.